# جوار كلاو العليا
قرية جوار كلاو العليا (بالكردية: چوارکڵاوی سەروو)‏ هي إحدى قرى ناحية قورة تو في قضاء خانقين ضمن الحدود الإدارية لمحافظة السليمانية لأنها ضمن مناطق إدارة كرميان في إقليم كردستان العراق.